# Матроналії
Матрона́лії (лат. matronalia) — свято матерів, яке справляли римські жінки 1 березня.
У Матроналіях брали участь лише матрони — поважні одружені жінки, що були в законному шлюбі, рабиням бути на святі заборонялося. До реформ римського календаря ця дата збігалася з Новим роком. Дата свята означала освячення храму Юнони Люцини на Есквілінському пагорбі в Римі або, можливо, укладення миру між римлянами і сабінами.
Цього дня приносили жертви Юноні як покровительці світла й народження та просили щастя в родинному житті. Жінки-матері (як чоловіки-батьки під час сатурналій) приймали подарунки й вітання.